# Srinivasa Ayya Srinivasan
Srinivasa Ayya Srinivasan (* 18. September 1932; † 2. Mai 2019) war ein indischer Indologe.

## Leben
Nach der Promotion zum Dr. phil. in Hamburg 1967 war er dort von 1973 bis 1977 Privatdozent für Indologie und von 1977 bis zu seiner Emeritierung 1997 Professor für Kultur und Geschichte des neuzeitlichen Südasien am Institut für Kultur und Geschichte Indiens und Tibets der Universität Hamburg.

## Schriften (Auswahl)
- On the composition of the Nāṭyaśāstra. Reinbek 1980, ISBN 3-88587-001-0.
- Studies in the Rāma story. On the irretrievable loss of Vālmīki's original and the operation of the received text as seen in some versions of the Vālin-Sugrīva episode. Wiesbaden 1984, ISBN 3-515-03664-4.
- Nonviolence and holistically environmental ethics. Gropings while reading Samayadivākaravāmaṉamuṉi on Nīlakēci. Berlin 2007, ISBN 3-8258-9839-3.
- Hinduismus und ökologische Ethik. Einige Bemerkungen. Wien 2013, ISBN 3-900271-45-3.